# 淄青道
淄青道，中华民国初期设置的道，属山东省。
民国十四年（1925年）10月，奉系军阀、山东督办兼省长张宗昌废除袁世凯时代设置的山东四道（济南道、济宁道、东临道，胶东道），将山东省分为十一道。淄青道由胶东道分置，道尹驻益都县（今山东省青州市）。辖益都县、博山县、临淄县、博兴县、高宛县、广饶县、寿光县、昌乐县、临朐县等9县。辖境相当今山东潍坊市、淄博市大部，广饶县、博兴县等地。民国十七年（1928年）5月，国民革命军北伐後废。 